# 小行星15911
小行星15911（15911 Davidgauthier）是一颗绕太阳运转的小行星，为主小行星带小行星。该小行星于1997年10月4日发现。

## 轨道参数
小行星15911的轨道半长轴为2.4304495 UA，离心率为0.210。